# تبلیغ اعمال
تبلیغ اعمال یا تبلیغ از طریق اعمال (انگلیسی: Propaganda of the deed) اقدام سیاسی ویژه‌ای است که هدف از آن ایجاد نمونه‌ای برای دیگران است و به عنوان کاتالیزوری برای انقلاب عمل می‌کند.
این موضوع در درجه اول با اعمال خشونت‌آمیزی مرتبط بود که توسط طرفداران آنارشیسم شورشی در اواخر قرن نوزدهم و اوایل قرن بیستم انجام می‌شد که شامل بمب‌گذاری و ترور بود اما برنامه‌های مقاومت بدون خشونت نیز داشت.

## ریشه آنارشیست

### تعاریف گوناگون

#### کارلو پیساکان
یکی از اولین افرادی که تبلیغ برای اعمال را مفهوم بخشید، انقلابی ایتالیایی کارلو پیساکان (۱۸۱۸–۵۷) بود، که در «عهدنامه سیاسی» (۱۸۵۷) نوشت: «ایده‌ها از اعمال سرچشمه می‌گیرند و نه بر عکس». میخائیل باکونین (۱۸۶۶–۱۸۷۴) در «نامه‌های خود به مرد فرانسوی در بحران کنونی» (۱۸۷۰) اظهار داشت که: «ما باید اصول خود را گسترش دهیم، نه با کلمات بلکه با اعمال، زیرا این مردمی‌ترین، قوی‌ترین و محکم‌ترین شکل تبلیغات است.» این مفهوم، در یک طیف گسترده‌تر، میراث غنی دارد. همان‌طور که کلمات فرانسیس آسیزی نشان می‌دهد: اجازه دهید آن‌ها با کارهایی که برای یکدیگر انجام می‌دهند عشق خود را نشان دهند، همان‌طور که رسول می‌گوید: بیایید عشق را نه در کلام یا با زبان، بلکه در عمل و در حقیقت نشان دهیم.

#### یوهان موست
برخی از آنارشیست‌ها، مانند یوهان موست، از تبلیغ اقدامات خشونت‌آمیز علیه ضد انقلابیون حمایت کردند، زیرا «موعظه‌های ما نه تنها برای خود عمل، بلکه اقدام تبلیغاتی نیز می‌باشد.» این حمایت برای قتل‌عام نبود، بلکه خواستار قتل هدفمند نمایندگان سرمایه‌داری و دولت در زمانی‌که چنین اقداماتی موجبات همدردی مردم را فراهم می‌کرد بود، مانند دوره‌های سرکوب دولت یا درگیری‌های کارگری، گرچه موست خود قبلاً افتخار کرده بود که «سیستم موجود سریع‌ترین بوده و توسط اجزای آن نابود خواهند شد؛ بنابراین کشتار دشمنان باید مردم را به حرکت درآورد.»
در سال ۱۸۸۵، او کتابچه علوم جنگ‌افزار انقلابی را منتشر کرد که یک کتابچه راهنمای فنی برای خرید و انفجار مواد منفجره بود که بر اساس دانش خود با کار در یک کارخانه مواد منفجره در نیوجرسی آن را تدوین کرده بود. موست اولین تأثیرگذار بر روی آنارشیستهای آمریکایی، اما گلدمن و الکساندر برکمن بود. پس از مرگ چند تن از کارگران اعتصابی، برکمن در سال ۱۸۹۲ از طریق تبلیغ اعمال تلاش کرد تا هنری کلی فریک، که یک صنعتکار بود را به قتل برساند.

#### بورلی گیج
بورلی گیج، استاد تاریخ ایالات متحده در دانشگاه ییل، در مورد معنی این ایده برای کسانی که خارج و داخل جنبش آنارشیست بوده، توضیح می‌دهد:
به بیگانه‌ها، صحبت از بمب‌گذاری و ترور، که به‌طور ناگهانی در دوران انقلاب در اواخر دهه ۱۸۷۰ به منصه ظهور رسید، به نظر می‌رسید کمی بیشتر از یک فراخوان نامطلوب به خشونت بود. برای موست و دیگران در جنبش آنارشیستی، ایده تبلیغاتی اعمال یا حمله، یک منطق بسیار خاص بود. در میان مؤسسات آنارشیسم این ایده وجود داشت که جامعه سرمایه‌داری محل خشونت دائمی است: هر قانون، هر کلیسا، هر چک پرداخت، یک نیرو بود. در چنین دنیایی، بدون اینکه هیچ کاری انجام دهیم در حالی که میلیون‌ها نفر رنج می‌برد، خود به معنای اعمال خشونت‌آمیز است. سؤال این است که آیا خشونت به تنهایی ممکن است موجه باشد، اما دقیقاً چطور خشونت ممکن است مؤثر باشد وهمان طور که موست گفته‌است نابودی جانور اموال که باعث می‌شود انسان بدبخت شود، و با پیشرفت به اصطلاح تمدن ما ظلم و ستم و درندگی بیشتر شود.

## جنبش آنارشیست
در دهه ۱۸۸۰، شعار «تبلیغ اعمال» در داخل و خارج جنبش آنارشیست استفاده می‌شد و به بمب‌گذاری‌های فردی، شاه کشی‌ها و ظالم کشی‌ها اشاره داشت. در سال ۱۸۸۶، کلمنت دووال که یک آنارشیست فرانسوی بود، یک شیوه تبلیغ اعمال ابداع کرد که در طی آن ۱۵۰۰۰ فرانک را از عمارت یک سوسیالیستی پاریسی به سرقت برد و این خانه را تصادفاً به آتش کشید. دو هفته پس از آن وی دستگیر شد و در حالی که فریاد می‌زد از دادگاه به بیرون کشیده شد و گفت: «زنده باد آنارشیسم!» وی محکوم به مرگ شد. بعد از آن، حکم دووال کاهش پیدا کرده و به کار سخت در جزیره شیطان، گویان فرانسه تغییر یافت. در روزنامه آنارشیستها به نام لو روولته (Révolte)، دوول معروف اعلام کرد: «سرقت فقط از طریق استثمار انسان توسط انسان است که صورت می‌گیرد … وقتی جامعه از شما حق بودن را دریغ می‌کند، شما باید آن را بپذیرید … پلیس من را به نام قانون دستگیر کرد، من به نام آزادی او را زدم.»
در اوایل سال ۱۸۸۷، چند شخصیت مهم در جنبش آنارشیست شروع به فاصله گرفتن از اقدامات فردی کردند. پیتر کروپوتکین در همان سال در لو روولته نوشت که «یک ساختاری که قرنها ریشه دارد را نمی‌شود با چند کیلو دینامیت نابود کرد». آنارشیست‌های متفاوتی از کنار گذاشتن این نوع تاکتیک‌ها ـ مثلاً از طریق سندیکا ـ به نفع اقدام انقلابی جمعی حمایت کردند، آنارکو-سندیکالیسم، فرناند پلوتیر، در سال ۱۸۹۵ این بحث را پیش آورد که دخالت آنارشیستی مجدد در جنبش کارگری بر این اساس که آنارشیسم می‌تواند بدون اتکا به فردی که دینامیت بکار می‌برد کار خود را انجام دهد.
سرکوب حکومت (از جمله ۱۸۹۴ فرانسوی لوئیز اسکلرات) در مورد جنبش‌های آنارشیست و کارگری پس از چندین بمب‌گذاری و ترور موفق، ممکن است به کنار گذاشتن این نوع تاکتیک‌ها کمک کرده باشد، هرچند سرکوب دولت‌ها، در ابتدا ممکن است در این اقدامات جداگانه نقش متقابلی بازی کرده باشد. تقسیم جنبش سوسیالیست فرانسوی به گروه‌های بسیاری و پس از سرکوب کمون پاریس ۱۸۷۱، اعدام و تبعید بسیاری از اعضای کمون به مستعمرات، باعث بیان سیاسی و اقدامات فردگرایانه شد.

## سایر تعاریف

### مکس نتلاو
ماکس نتلاو، مورخ آنارشیست مفهوم پیچیده‌ای از تبلیغات اعمال را بیان کرد. وی گفت:
هر فرد می‌تواند استدلال متفاوتی داشته باشد، بنابراین اگر بخواهیم روی همه تأثیر بگذاریم تبلیغ برای اعمال نمی‌تواند به اندازه کافی متنوع باشد. ما می‌خواهیم این موضوع به تمام سخنان زندگی، اجتماعی و سیاسی، داخلی و هنری، آموزشی و تفریحی نفوذ کند. باید در حرف و در عمل، پلتفرم و مطبوعات، در خیابان، کارگاه، و در داخل خودمان، اقدامات شورشگرایانه و با نمونه زندگی خودمان به عنوان مردان آزاد، تبلیغ وجود داشته باشد. کسانی که با یکدیگر موافق هستند می‌توانند همکاری کنند؛ در غیر این صورت هر کس کار خودش را می‌کند و تلاش می‌کند که دیگران را نسبت به اینکه کار خودش برتر است متقاعد کند.

### گوستاو لانداور
بعدها نویسندگان آنارشیستی که شامل آنارشیست آلمانی و ایتالیایی اریکو مالاتستا و لویئجی گالیانی از تبلیغ اعمال حمایت کردند. برای گوستاو لانداور، تبلیغ اعمال به معنای ایجاد اشکال و جوامع اجتماعی آزادیخواه بود که به دیگران القاء می‌کنند تا جامعه را تغییر دهند. در مقاله «دولتمردان ضعیف، مردم ضعیف»، او نوشت که دولت چیزی نیست «که برای نابود کردن می‌تواند آن را خراب کند. دولت رابطه بین انسان‌ها است … کسی می‌تواند آن را از بین ببرد که وارد رابطه دیگران شود.»

### اریکو مالاتستا
در مقابل، اریکو مالاتستا تبلیغ اعمال را به مثابه شورش‌های جمعی خشونت‌آمیز توصیف کرد که هدف آن‌ها احیای انقلاب قریب‌الوقوع بود. با این حال، مالاتستا استفاده از تروریسم و نیروی جسمی خشونت‌آمیز را محکوم کرد و در یکی از مقالات خود اعتراف کرد که:
خشونت (نیروی فیزیکی) که برای آسیب به دیگران بکار گرفته می‌شود، که بیرحمانه‌ترین نوع مبارزه بین مردان است، می‌تواند به‌طور گسترده‌ای فاسد باشد. به دلیل ماهیت خود، خشونت بهترین احساسات انسان را خفه می‌کند و تمام خصوصیات ضد اجتماعی شامل خشم، نفرت، انتقام، روحیه سلطه جویی و استبداد، تحقیر ضعیف و ناتوان بودن نسبت به قوی، رواج پیدا می‌کند. این گرایش مضر نیز زمانی اتفاق می‌افتد که خشونت برای علت خوبی استفاده می‌شود. … آنارشیست‌هایی که علیه هر نوع ظلم و ستم شورش می‌کنند و برای آزادی مبارزه می‌کنند دیگر به عنوان یک نیروی مقاومت باقی نمی‌مانند و خود تبدیل به نیروی خشونت طلب می‌شوند.

### لوئیجی گالیانی
از سوی دیگر، لوئیجی گالیانی آنارشیست، که شاید مدافع‌ترین فرد «تبلیغ اعمال» از شروع قرن بیستم تا پایان جنگ جهانی اول بوده‌است، وی غرور خود را مخفی نکرده و در توصیف خود به عنوان یک تبعیض‌آمیز و تبلیغ گر انقلابی، از سرنگونی خشونت‌آمیز دولت و موسسات ایجاد شده با استفاده از «اقدام مستقیم» یعنی بمب‌گذاری و ترور حمایت کرد.
گالیانی از خشونت و تروریسم نه تنها علیه نمادهای دولت و نظام سرمایه‌داری، مانند دادگاه‌ها و کارخانه‌ها حمایت کرد، بلکه همچنین از قتل مستقیم «دشمنان مردم» یعنی سرمایه داران، صنعتگران، سیاستمداران، قضات و پلیس نیز حمایت کرد. او علاقه ویژه‌ای به استفاده از بمب داشت، تا آنجا که فرمول نیتروگلیسیرین انفجاری را در یکی از جزوات خود که از طریق مجله ماهانه او به نام کروناکا سوورسیا منتشر کرد.
به هر حال، گالیانی سخنرانی بسیار مؤثر و طرفدار سیاست عمل خشونت‌آمیز بود و تعدادی از پیروان آنارشیست که ایتالیایی و آمریکایی بودند و خود را گالیانیست می‌نامیدند، را جذب کردند. کارلو بودا، برادر یک بمب ساز گالیانیست به نام ماریو بودا راجع به او چنین گفت: «شما صحبتهای گالیانی را شنیدید و آماده برای شلیک به اولین پلیس هستید».